# 坂田和也
坂田 和也（さかた かずや、1984年12月24日 - ）は、埼玉県出身のサッカー指導者。　
UEFA A ライセンス（JFA公認A級ライセンス相当），スロベニアサッカー協会公認 PRO diploma　保有（JFA公認S級ライセンス相当）

## 来歴
スロベニアのクラブを渡り歩いて、2015年に横浜FCの通訳兼アシスタントコーチに就任した。
2016年、ガイナーレ鳥取のヘッドコーチに就任したが、同年11月16日に退任が発表された。
2020年、カマタマーレ讃岐のトップチームコーチに就任した。

## 指導歴
- 2003年 - 2007年　 NASPA JEF UNITED U-13、U-14、U-15コーチ
- 2007年　 幸手市立西中学校コーチ
- 2008年 - 2009年　 NK Interblock：U-8、U-11、U-15アシスタントコーチ
- 2009年 - 2010年　 FC Ljubljana （4部リーグ）：コーチ
- 2010年 - 2011年　 NK Olimpija （1部リーグ）：アシスタントコーチ
- 2011年 - 2013年　 NK Vrhnika （4部リーグ）：監督、U-18監督
- 2013年 - 2014年　 ND Črnuče：U-19、U-15 監督
- 2015年　 横浜FC：通訳兼アシスタントコーチ
- 2016年　 ガイナーレ鳥取：ヘッドコーチ
- 2018年 - 2019年　 ファジアーノ岡山：U18コーチ
- 2020年　 カマタマーレ讃岐：トップチームコーチ